# Shoreditch
Shoreditch is een wijk in het Londense bestuurlijke gebied Hackney, in de regio Groot-Londen.

## Geboren in Shoreditch
- Frank W. Applebee (1862-1941), motorcoureur
- Carlo Krahmer (1914-1976), jazzdrummer
- Eddie Thompson (1925-1986), jazzpianist
- Matt Monro (1930-1985), zanger
- Barbara Windsor (1937-2020), actrice